# 163. strelska divizija (ZSSR)
163. strelska divizija (izvirno rusko 163. стрелковая дивизия; kratica 163. SD) je bila strelska divizija Rdeče armade v času druge svetovne vojne.

## Zgodovina
Divizija je bila ustanovljena julija 1930 in septembra 1939 je bila preoblikovana v 163. motorizirano strelsko divizijo.
Ponovno je bila ustanovljena leta 1941.